# Генчев, Николай
Николай Генчев — болгарский историк, член-корреспондент БАН, профессор, доктор наук. Ректор Софийского университета (1991—1993). Лауреат Международной премии Гердера (1989). Автор десятков работ в области новейшей и новейшей истории Болгарии. Его самая ценная заслуга в области историографии заключается в том, что он наконец навязал тезис профессора Христо Гандева о раннем болгарском возрождении.
Его научная карьера началась в 1959 году на историческом факультете профессора Александра Бурмова. С 1964 по 1965 год он был советником правительства Алжира. С 1974 г. — профессор, с 1978 г. — доктор исторических наук. С 1978 по 1982 год он был заместителем председателя Комитета по природным и историческим ценностям ЮНЕСКО. В 1989 г. стал членом-корреспондентом БАС. С 1976 года он был деканом исторического факультета Софийского университета, в 1991—1993 годах он был ректором Софийского университета, а с 1998 года он был председателем Союза преподавателей университетов Болгарии.